# Nathan A. Moore
Nathan A. Moore es contralmirante de la Guardia Costera de los Estados Unidos y comandante del Decimoséptimo Distrito de la Guardia Costera.

## Educación y servicio militar
Moore se graduó de Gadsden High School en 1988. Asistió a la Academia de la Guardia Costera de Estados Unidos, donde fue miembro de Alfa Company. Se graduó en 1992 con una Licenciatura en Ciencias en Arquitectura Naval e Ingeniería Marina. Después asistió a la Universidad de Míchigan, donde obtuvo una Maestría en Arquitectura Naval en Ingeniería Marina y un MBA. También asistió a la Escuela Dwight D. Eisenhower de Seguridad Nacional y Estrategia de Recursos, donde se graduó con una Maestría en Estrategia de Recursos Nacionales.
Moore se desempeñó como ingeniero, sirviendo a bordo del USCGC Polar Star (WAGB-10) como estudiante. Después de graduarse, se desempeñó en USCGC Harriet Lane como oficial de ingeniería y en USCGC Venturous como oficial ejecutivo. Comandó dos barcos: el USCGC Resolute y el USCGC Stratton. Como oficial de personal, Moore se desempeñó en la Escuela de Oficiales de Guerra de Superficie de la Armada como instructor de estabilidad de barcos, comandó la Unidad de Apoyo de Ingeniería Naval de Honolulu, fue Jefe de la Rama de Asignación de Oficiales en el Centro de Servicios de Personal y fue Jefe de la oficina de Ingeniería Naval del Cuartel General de la Guardia.